# 情人石
《情人石》為1964年出品的國語發音之有聲彩色電影，邵氏公司出品，全片皆在台灣取景拍攝，由潘壘導演執導，喬莊、鄭佩佩、黄宗迅、文玲主演。

## 劇情
漁港富戶林金水的女兒秋子（鄭佩佩）原本和與蘇大貴（黃宗迅）是一對青梅竹馬，彼此之間互有情意。然而就在有一天，一位大學生秦宇（喬莊）在漁港邂逅了秋子，於是愛上了她，最終選擇留在漁港。同時，同為漁港的女子曾阿鳳（文玲）卻愛上了大貴。此兩段感情引起的四角關係，飽經波折，最後大貴與阿鳳以及秦宇與秋子終於得以在一起。然而卻在一次的出海時，大貴和秦宇卻再也沒有回來，石澳海灘又多了兩具「情人石」……

## 獎項
| 頒獎典禮           | 獎項         | 名單                 | 結果 |
| ------------------ | ------------ | -------------------- | ---- |
| 第3屆金馬獎        | 最佳音樂     | 駱明道               | 獲獎 |
| 第11屆亞洲影展     | 最佳美術指導 | 李季、鄒志良、廖未林 | 獲獎 |
| 國際獨立製片人協會 | 金武士獎     | 鄭佩佩               | 獲獎 |

## 拍攝景點
- 台南安平漁港
- 野柳風景區

## 外部連結
- 香港影庫上《情人石》的資料（繁體中文）
- 时光网上《情人石》的資料（简体中文）
- 互联网电影数据库（IMDb）上《情人石》的资料（英文）